# Голлинг-ан-дер-Зальцах
Голлинг-ан-дер-Зальцах (нем. Golling an der Salzach) — ярмарочная община (нем. Marktgemeinde) в Австрии, в федеральной земле Зальцбург.
Входит в состав округа Халлайн. Площадь общины составляет 82,20 км², население — 4322 человека (1 января 2021), плотность населения — 52 чел./км². Официальный код — 50204.
Этот городок находится у подножья горной цепи, проходящей к югу от Зальцбурга в том месте, где река Зальцах, пройдя ущелье Paß Lueg между горными системами Тенненгебирге (Tennengebirge) с Востока и Хагенгебирге (Hagen Gebirge) с Запада, выходит на Предальпийскую равнину.

## Достопримечательности

### Водяная мельница

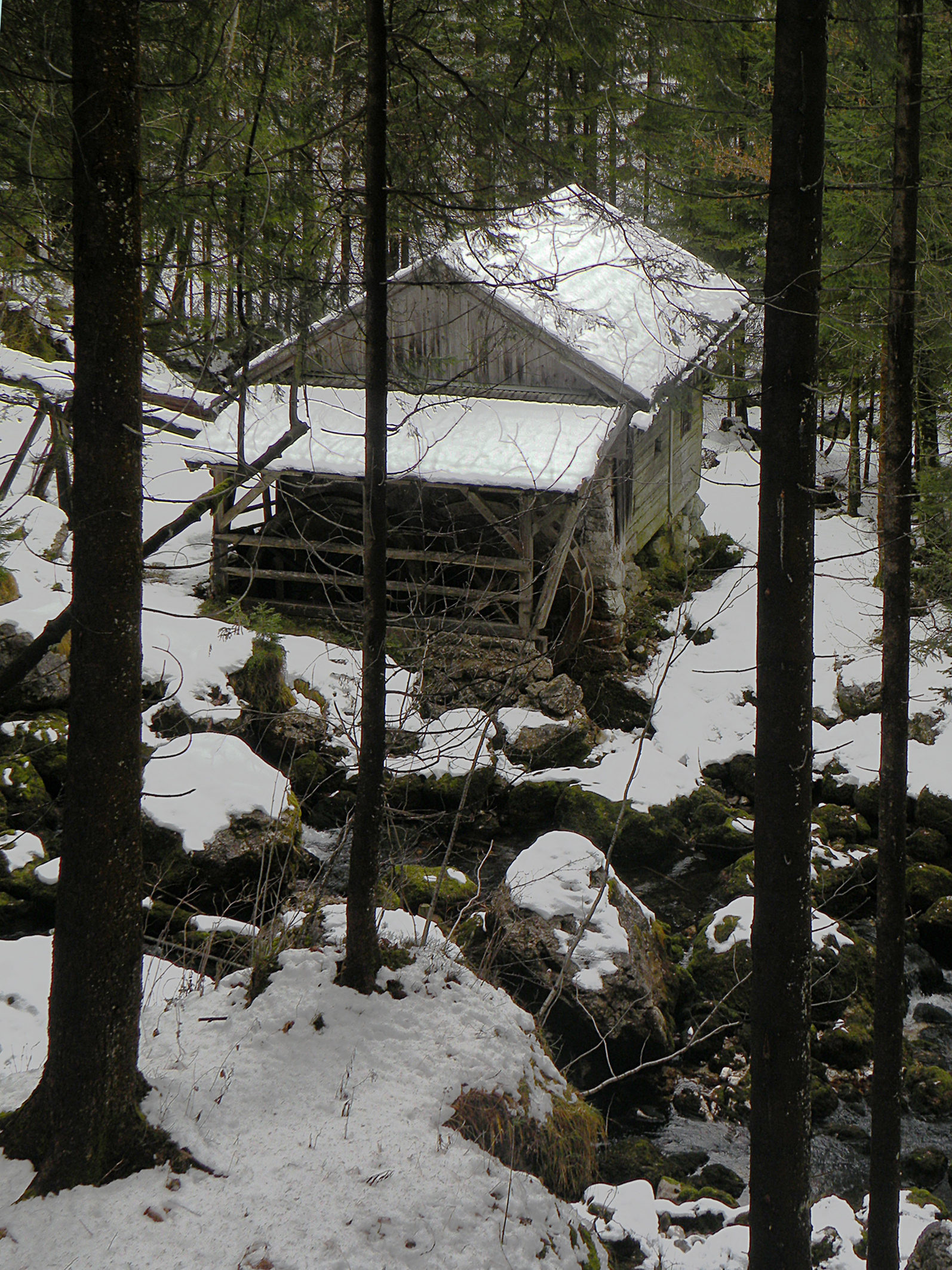
Водяная мельница

Относительно недавно в долине Зальцаха на множестве находящихся в частном владении полей произрастали зерновые культуры. Тогда для помола собранного зерна на ручье Шварцбах, собирающим воду с массива Высокого Голля (Hoher Goll), были построены водяные общественные мельницы, принадлежавших местной коммуне. Большая величина падения воды на расстоянии около 1 км позволяла разместить здесь семь мельниц. До настоящего времени сохранилась одна из них, имевшая два рабочих мельничных колеса (Dublemill). На основании сохранившейся надписи считается, что она построена в 1618 году.

### Водопад

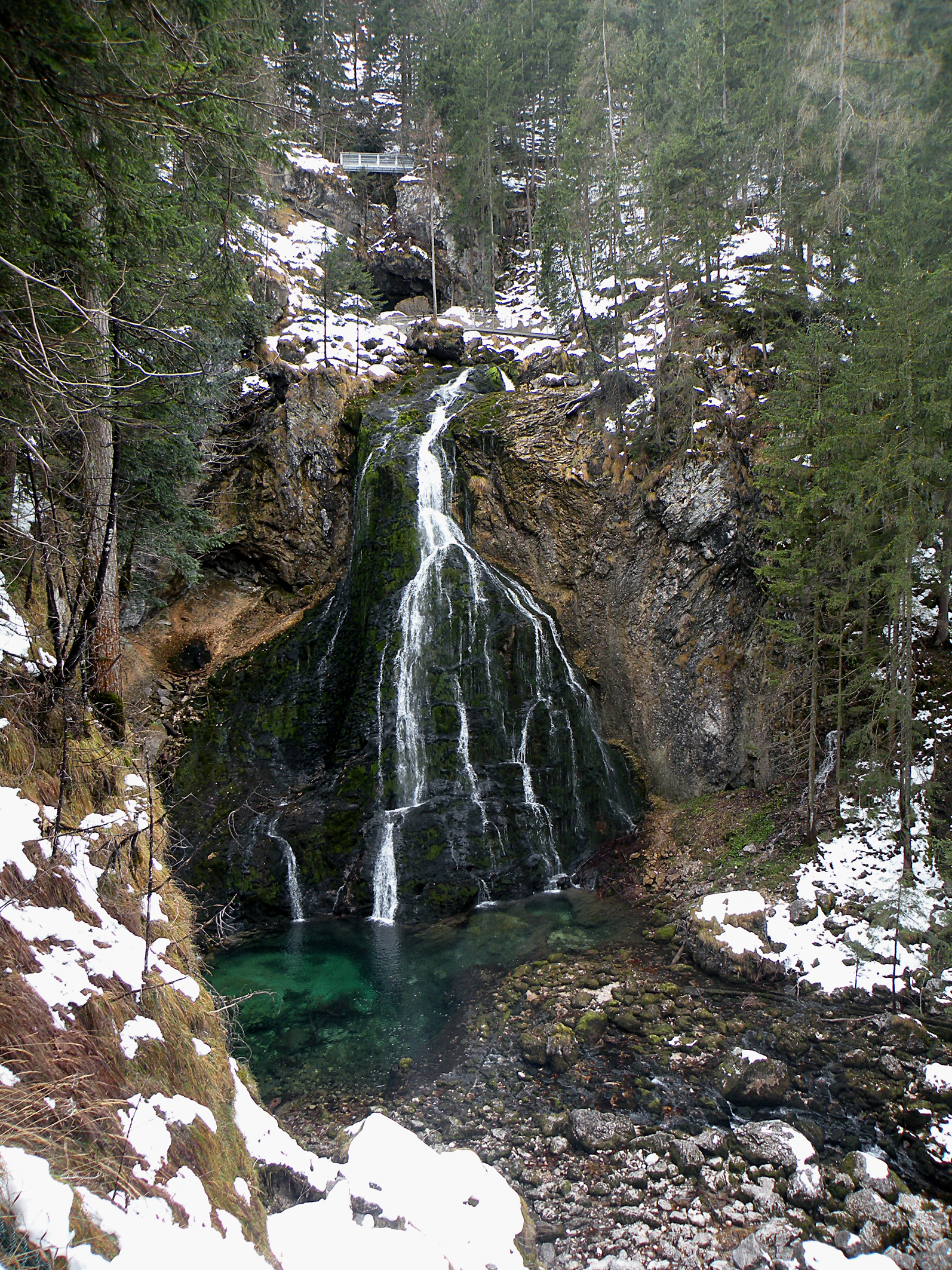
Пещера, мосты на тропе, водопад и озерко

Ручей берёт своё начало в карстовой пещере и в виде водопада низвергается в узкую расщелину, по одному из склонов которой проложена тропа для обозрения. Водопад получил широкую известность в конце XVIII в. и начал привлекать большое количество посетителей.

### Церковь Св. Николая

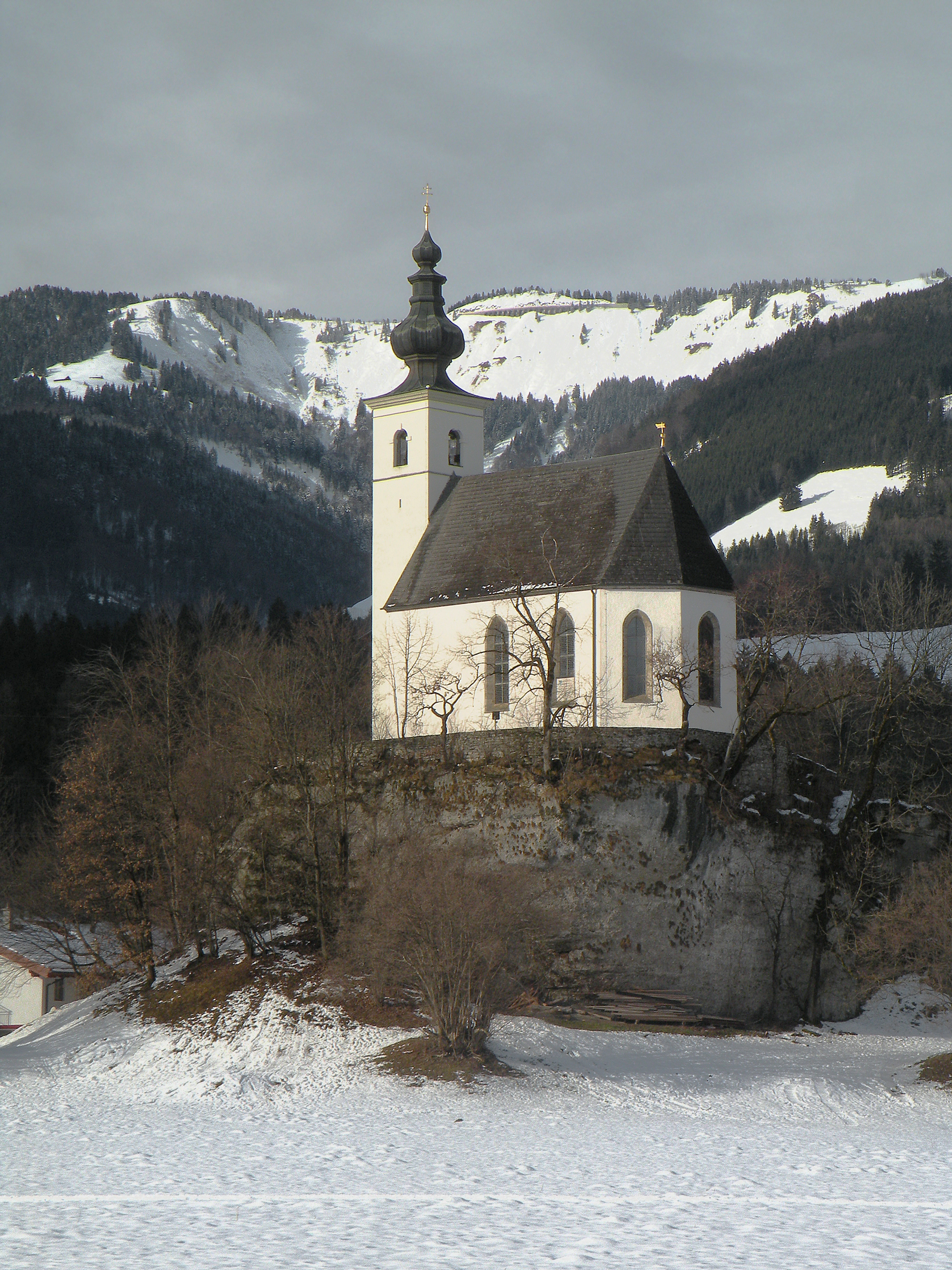
Церковь Св. Николая на фоне Хагенгебирге

Немалое количество посетителей составляли лица, религиозно настроенные. Число их стало настолько велико, что на выходе ручья из ущелья в местечке Торрен была построена паломническая церковь, посвящённая Св. Николаю — покровителю моряков и вообще лиц, деятельность которых связана с водой. При этом временами число паломников оказывалось настолько значительным, что пришлось сделать у церкви наружный алтарь.
Согласно местной легенде о белой серне, наследник австрийского престола эрцгерцог Франц Фердинанд был увлечённым охотником и имел привычку охотиться в Тироле, в том числе в лесах у подножья Высокого Голля (Hoher Göll) (2522 м). 27 августа 1913 года он подстрелил, вопреки предостережению местных охотников, белую серну. Среди них существовало поверье, что каждый, убивший это редкое животное, не проживёт и десяти месяцев. 28 июля 1914 года эрцгерцог и его морганатическая супруга София Хотек были убиты в Сараево сербским националистом Гаврилой Принципом. Чучело белой серны демонстрируется в музее природы в Зальцбурге.

## Население
| Год  | Численность |
| ---- | ----------- |
| 1869 | 1200        |
| 1889 | 1359        |
| 1890 | 1411        |
| 1900 | 1659        |
| 1910 | 1769        |
| 1923 | 1873        |
| 1934 | 1956        |
| 1939 | 2187        |
| 1951 | 2805        |
| 1961 | 2845        |
| 1971 | 3177        |
| 1981 | 3403        |
| 1991 | 3814        |
| 2001 | 3903        |
| 2011 | 4094        |
| 2021 | 4322        |

## Политическая ситуация
Бургомистр общины — Антон Кауфман (АНП) по результатам выборов 2004 года.
Совет представителей общины (нем. Gemeinderat) состоит из 21 места.
Распределение мест:
- АНП занимает 11 мест;
- СДПА занимает 7 мест;
- АПС занимает 3 места.

## Фотографии

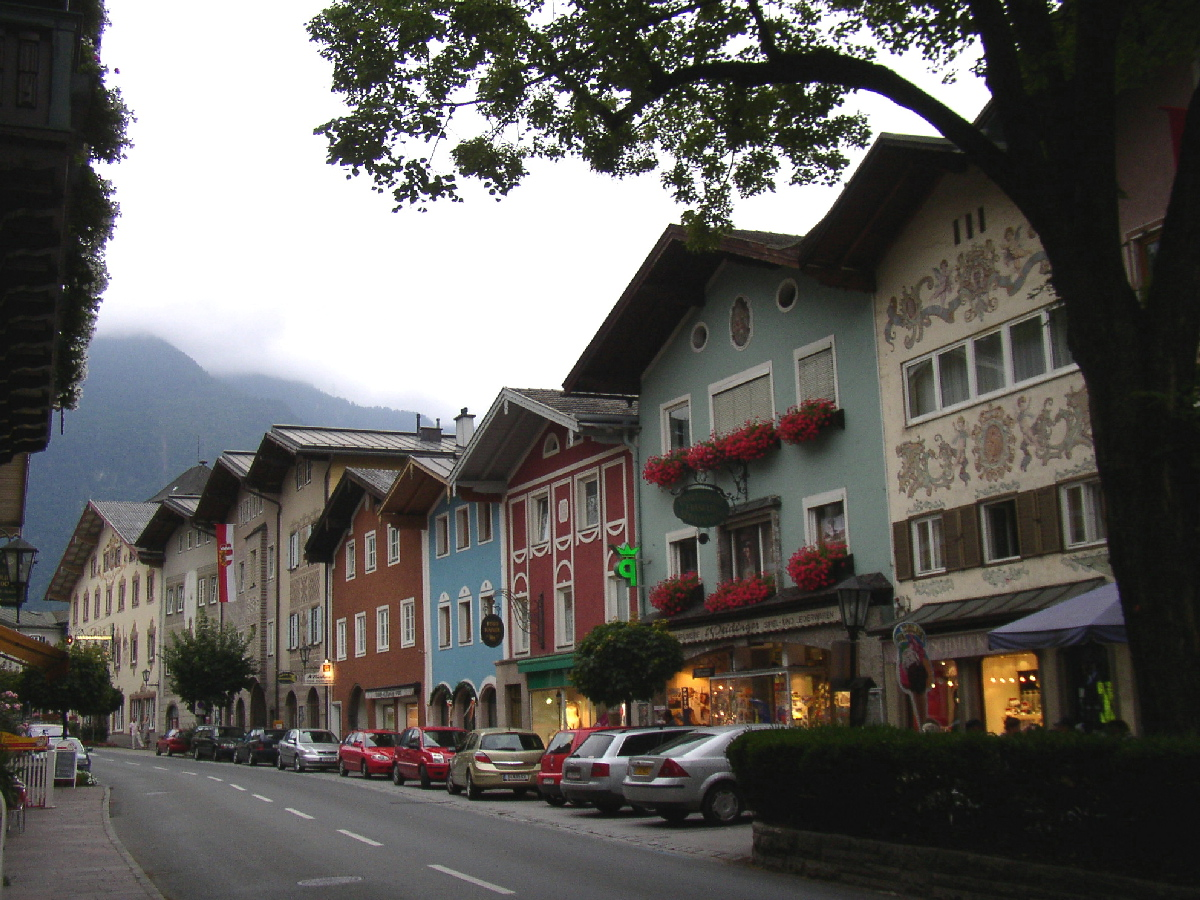
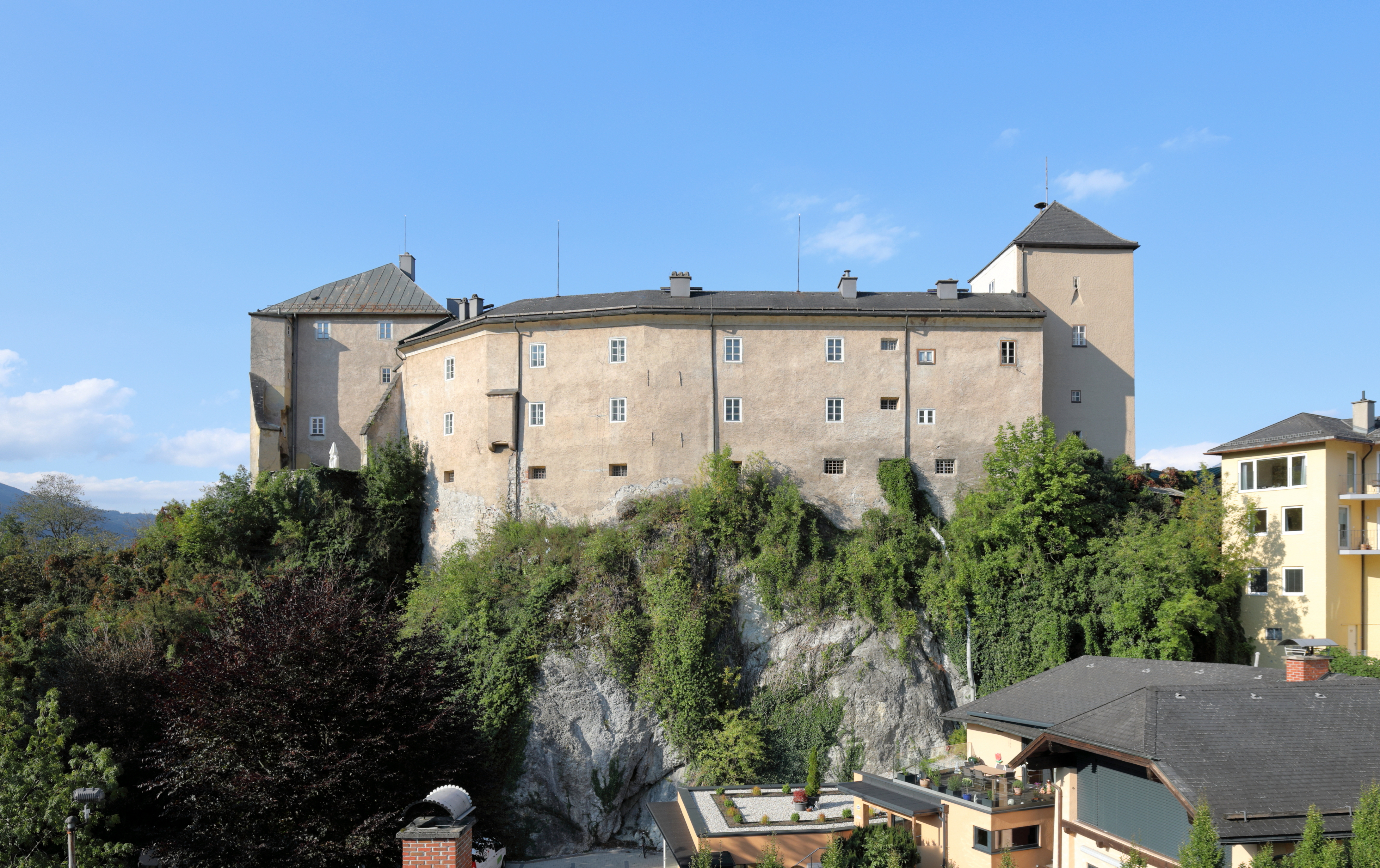
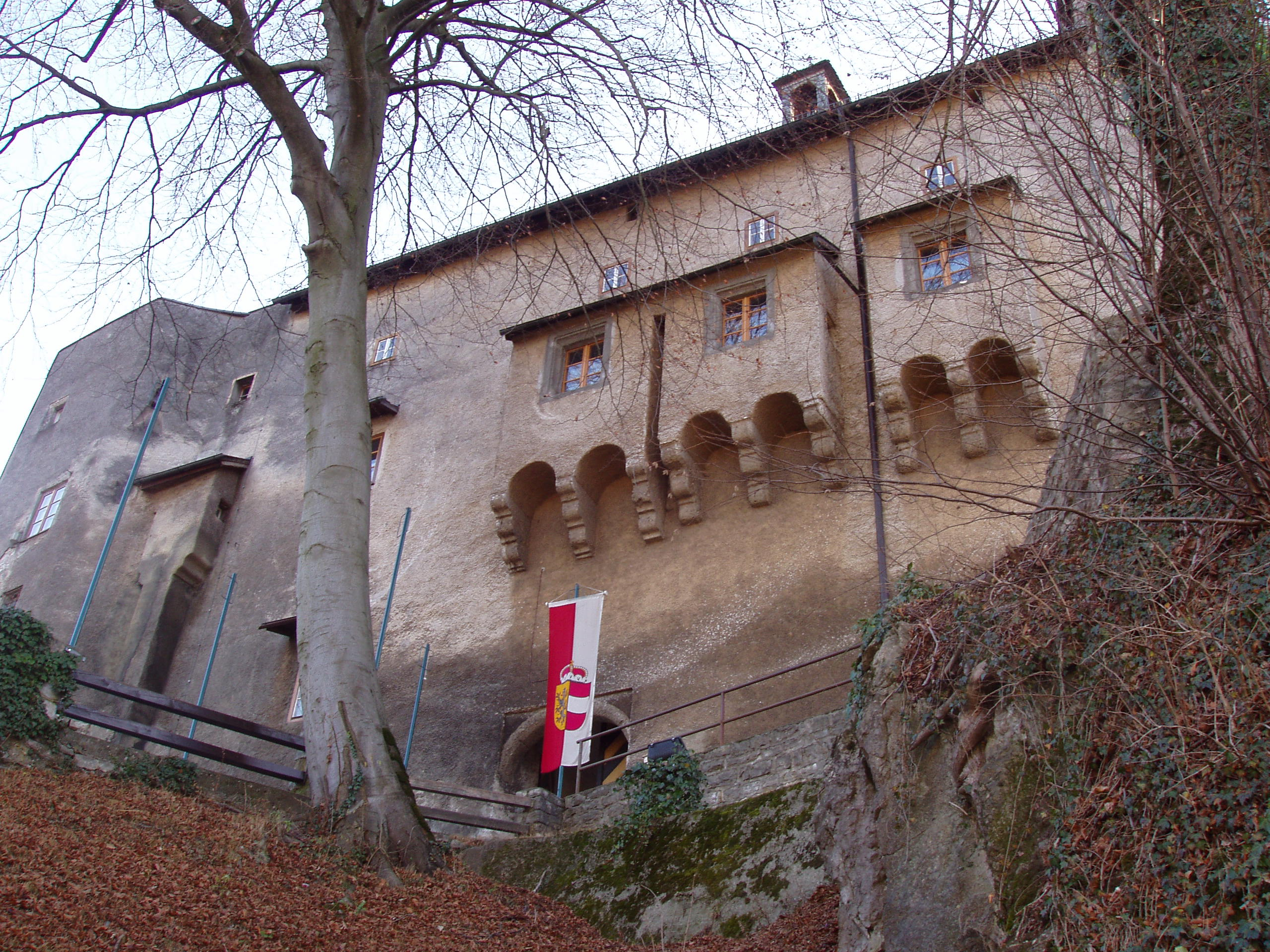
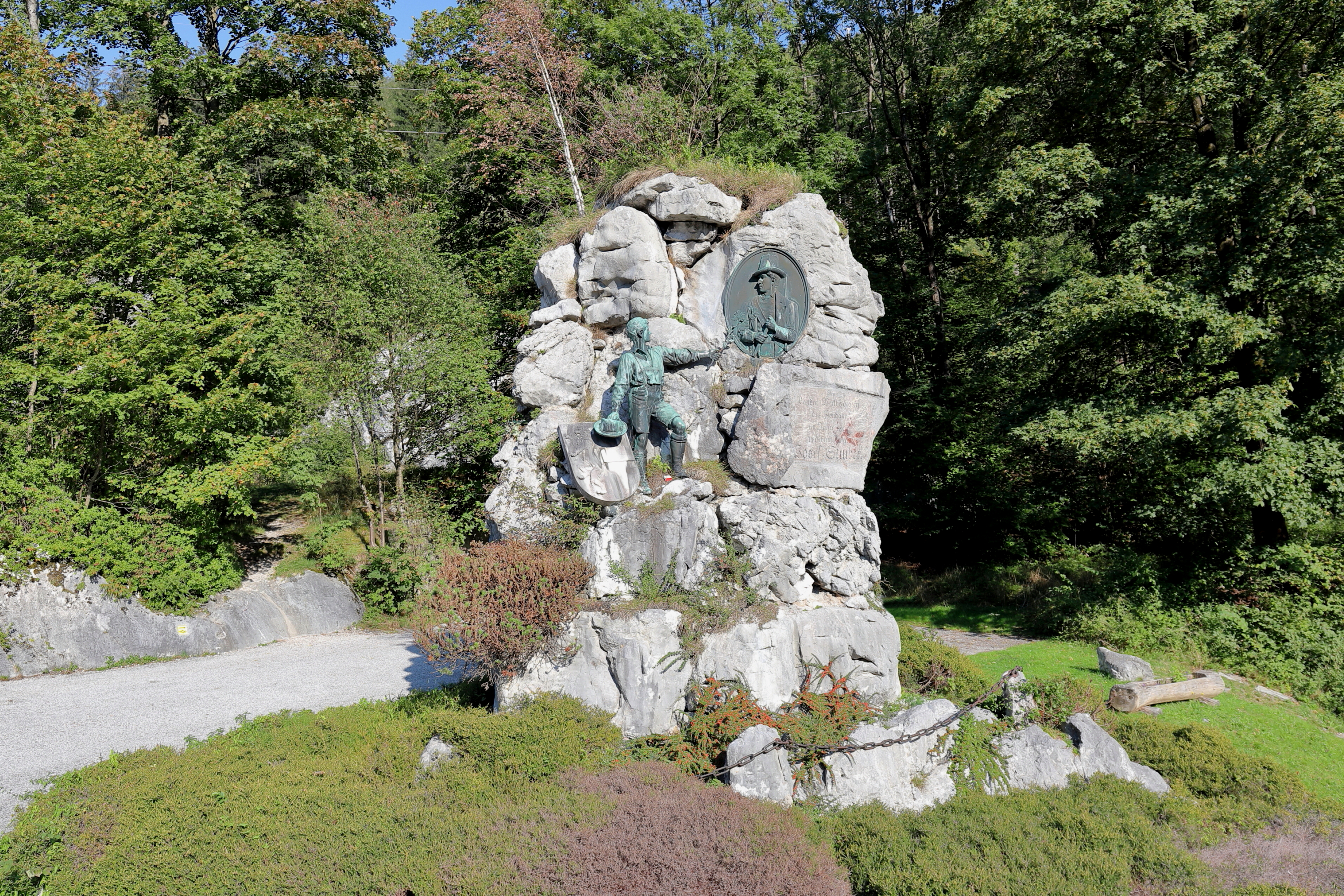
Памятник
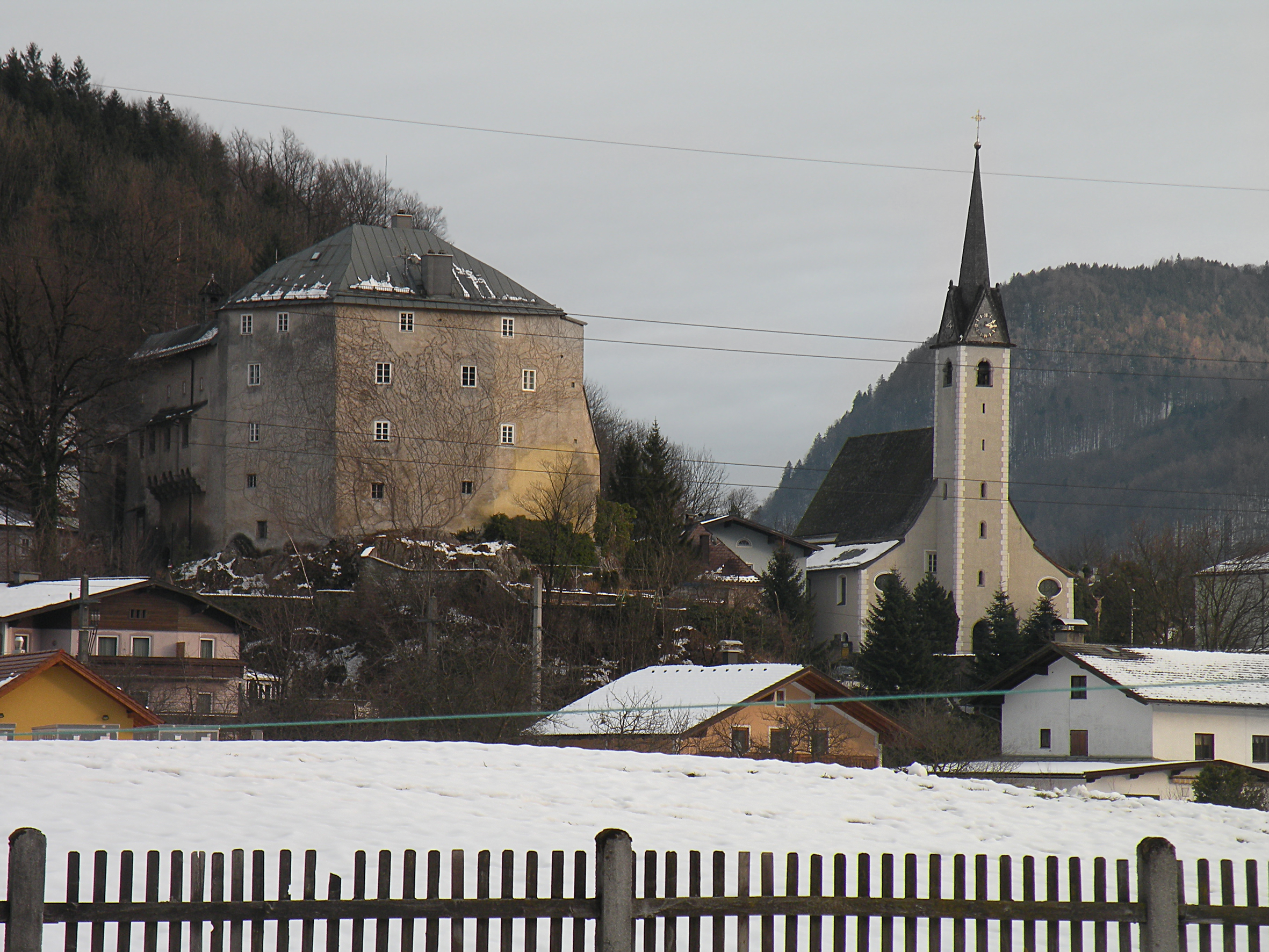
Замок и кирха